# Svazek agenta
Svazek agenta byl spis vedený Státní bezpečností k osobě agenta. Shromažďovaly se v něm písemnosti o osobě agenta, jakož i zprávy, které agent podával.
Agent byl tajný spolupracovník, který plnil úkoly při odhalování, dalším rozvoji a dokumentování protistátní trestné činnosti a úkoly, které měly zabránit této trestné činnosti. V registračních protokolech je tato kategorie uváděna pod zkratkami A, TS nebo Ag.